# لاکسا
لاکسا یا لِشا (چینی: 叻沙) یا لاشا (چینی: 喇沙) نوعی سوپ نودل متداول در شبه‌جزیره مالایا است که ترکیبی از «آشپزی چینی» و «آشپزی مالایایی» محسوب می‌شود.
این غذا از نودل برنج یا رشته فرنگی برنج و گوشت مرغ، میگو یا ماهی، به همراه ادویه‌های تند تشکیل شده‌است و مایع بکار رفته در پخت آن «شیر نارگیل» یا «آسام ترش» (تمر هندی یا نوعی میوهٔ ترش بنام گِلوگور) است.
این غذا در مالزی، سنگاپور، اندونزی، جنوب تایلند طبخ می‌شود و در هر کشور، طرز تهیهٔ آن اندکی متفاوت است.
در سال ۲۰۱۱ میلادی، کارشناسان غذایی سی‌ان‌ان، در مقاله‌ای تحت عنوانِ «۵۰ غذای خوشمزهٔ دنیا»، «پنانگ لاکسا» را به عنوان هفتمین غذای خوشمزهٔ جهان برگزیدند. بعدها، خوانندگان سی‌ان‌ان در یک نظرخواهی دیگر برای انتخاب «۵۰ غذای خوشمزهٔ جهان»، آن را در جایگاه بیست و ششم قرار دادند. لاکسا، با طعمی تند و خوشایند، پر ادویه، بسیار لذیذ و وسوسه‌کننده، بهترین غذا برای شروع روز است. ساراواکی‌ها (ایالتی در مالزی)، معمولا زمانی که از جزیره بورنئو دور هستند، این غذا را هوس می‌کنند و می‌پزند. ساراواک لاکسا معمولا برای صبحانه سرو می‌شود.
لاکسا دارای انواع متعددی است و در کشورهای مختلفی چون مالزی، سنگاپور، اندونزی و جنوب تایلند طبخ ‌می‌شود. ساراواک لاکسا، یکی از لذیذترین غذاهای جزیره بورنئو در مالزی محسوب ‌می‌شود و ظاهر آن، یک سوپ کاری مانند قرمز است.

## انواع
«لاکسا» انواع گوناگونی دارد که برخی از آن‌ها عبارتند از:
- کاری لاکسا: مایع اصلی‌اش شیر نارگیل است و خودش به ۱۱ گونهٔ مختلف تقسیم می‌شود که مشهورترین آن‌ها «لاکسا بُگُر»، «لاکسا لِماک» و «لاکسا نیون‌یا» است.
- آسام لاکسا مواد اصلی‌اش تمر هندی و ماهی است و خودش به ۶ گونهٔ مختلف تقسیم می‌شود که مشهورترین آن‌ها «پنانگ لاکسا» (Penang laksa) است.
- ساراواک لاکسا خاستگاه آن ساراواک در جزیرهٔ بورنئو است و در تهیهٔ آن از نوعی سس بسیار تند قرمز به نام «سامبال» (Sambal) استفاده می‌کنند.
- کلانتان لاکسا خاستگاه آن ایالت کلانتان است و در طبخ آن از ماهی خال‌خالی و شیر نارگیل غلیظ استفاده می‌کنند.
- جوهور لاکسا خاستگاه آن ایالت جوهور است و در پخت آن از ماهی خال‌خالی، میگو، گالانگال و میوهٔ ترشِ «گِلوگور» استفاده می‌کنند.
- ترنگانو لاکسا خاستگاه آن ایالت ترنگانو است و در تهیهٔ آن از ده‌باله گرد، فلفلِ داتیل، خمیر میگو و علف لیمو استفاده می‌کنند.
- تامبلان لاکسا خاستگاه آن جزایر ریائو است و در پخت آن از هوور مسقطی یا زرده ماهی، شیر نارگیل، جوز هندی، موسیر و ادویه‌جات تند استفاده می‌کنند.

## خلاصه‌ای از تفاوت‌های سه نوع اصلی لاکسا
| کاری لاکسا                                                           | آسام لاکسا                                             | ساراواک لاکسا                                               |
| -------------------------------------------------------------------- | ------------------------------------------------------ | ----------------------------------------------------------- |
| از شیر نارگیل استفاده می‌شود.                                         | شیر نارگیل بکار نمی‌رود.                                | از شیر نارگیل استفاده می‌شود.                                |
| سوپ کاری‌مانند (پودر کاری از اجزاء اصلی آن است.)                      | سوپ با خمیر ماهی؛ طعمش به‌خاطرِ تمر هندی (آسام) ترش است. | سوپ کاری‌مانند قرمز (ولی پودر کاری در آن بکار نمی‌رود.)       |
| بجز جوانهٔ ماش، سبزی دیگری ندارد.                                     | آناناس و خیارشور ریز شده و گاهی پیاز خام               | بجز جوانهٔ ماش و گشنیز (به عنوان طعم‌دهنده) سبزی دیگری ندارد. |
| توفوی فرآوری‌شده بکار می‌رود.                                          | از توفوی فرآوری‌شده استفاده نمی‌شود.                     | از توفوی فرآوری‌شده استفاده نمی‌شود.                          |
| معمولاً با رشته فرنگی ضخیمِ برنج و همچنین نودل چینی زرد سرو می‌شود.     | معمولاً با رشته فرنگی ضخیمِ برنج سرو می‌شود.              | فقط با رشته فرنگی نازکِ برنج سِرو می‌شود.                      |
| گاهی با تخم‌مرغ پخته‌شده همراه است.                                    | تخم‌مرغ پخته‌شده ندارد.                                  | با املت بریده‌شده سِرو می‌شود.                                 |
| برش‌هایی از کوفتهٔ ماهی به همراه میگو و گوشت مرغ دارد.                 | معمولاً از «ماهی طلال» استفاده می‌شود.                   | میگوی کامل یا تکه‌های بریده‌شدهٔ گوشت مرغ بکار می‌رود.          |
| انواع دیگر: - لاکسا لِماک - کاتونگ لاکسا - نیون‌یا لاکسا - جوهور لاکسا | انواع دیگر: - آسام لاکسا - پنانگ لاکسا                 | انواع دیگر: (ندارد)                                         |